# Teyl yeni
Espèce
Teyl yeni est une espèce d'araignées mygalomorphes de la famille des Anamidae.

## Distribution
Cette espèce est endémique du Victoria en Australie. Elle se rencontre vers Murrayville.

## Description
La carapace du mâle holotype mesure 3,8 mm de long sur 3,5 mm et l'abdomen 4,2 mm sur 2,4 mm.

## Étymologie
Cette espèce est nommée en l'honneur d'Alan L. Yen.

## Publication originale
- Main, 2004 : Biosystematics of Australian mygalomorph spiders: descriptions of three new species of Teyl from Victoria (Araneae: Nemesiidae). Memoirs of the Museum of Victoria, vol. 61, no 1, p. 47-55.